# Vent apparent
Pour les articles homonymes, voir Vent (homonymie).

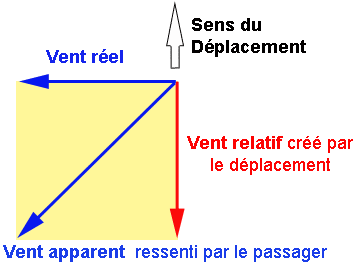
Schéma du vent apparent.

Le vent apparent est le vent ressenti par un observateur qui se situe dans un véhicule en déplacement (voiture, vélo, navire…),. Il se distingue du vent réel qui est le vent ressenti par le même observateur arrêté. 
Le vent apparent diffère donc en général du vent réel en direction comme en vitesse.
Le vent apparent est la somme vectorielle du vent réel et du vent généré par le déplacement du véhicule (que l'on qualifie de vent vitesse ou de vent relatif). Le vent relatif associé à un véhicule en déplacement a une vitesse égale à la vitesse de déplacement du véhicule et un sens opposé à celui suivi par le véhicule. 

## Vent apparent et navigation à voile
Le vent apparent, malgré son nom, est le vent réellement subi par la personne qui se déplace dans le véhicule. Sur un voilier, c'est donc le vent apparent qui agit sur la voilure : les réglages de la voilure doivent être effectués en fonction de ce vent et non du vent réel avec des conséquences parfois étonnantes :
- un voilier navigue avec une voilure bien réglée. Subitement le vent forcit. Sous cette poussée supplémentaire, la vitesse du voilier augmente. La direction et la vitesse du vent apparent changent  puisque le vent-vitesse a été modifié. Les réglages de la voilure ne sont plus adaptés à la nouvelle direction et se mettent à battre. Il faut modifier ces réglages. Peu de temps après le vent faiblit, les mêmes raisons engendrent les mêmes conséquences.

- un multicoque de course  envoie ses voiles dans une brise modérée avec un vent qui souffle au 3/4 arrière. Le voilier prend de la vitesse. Le vent apparent se modifie, il souffle désormais par le travers. Sous la poussée de ce vent, le voilier accélère encore. La vitesse augmente de nouveau; à compte de cette allure, le vent apparent tourne et forcit induisant à chaque fois une accélération du voilier. Le phénomène s'arrête soit parce que la direction du vent se rapproche trop de l'axe du voilier et qu'il ne peut plus agir efficacement sur les voiles soit parce que la vitesse atteinte par le voilier engendre une traînée qui interdit toute nouvelle accélération.

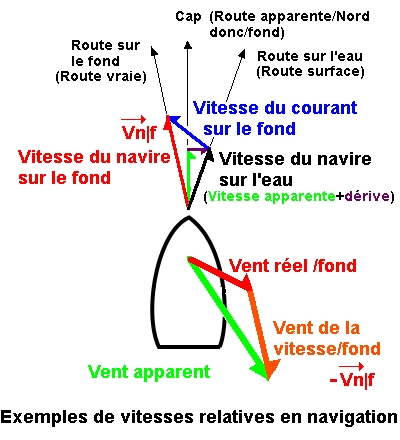
Vitesses relatives et vents relatifs sur un navire.

Le vent relatif sur un navire est engendré par la vitesse de déplacement sur le fond. Il résulte donc de la combinaison d'un phénomène directement observable (la vitesse du bateau sur l'eau) et d'un phénomène plus sournois (la vitesse du courant). Dans les zones de courant fort ou par vent faible, cette dernière composante peut modifier sensiblement le vent ressenti et nécessiter de revoir régulièrement le réglage de la voilure à cap et vent réel constant du fait des changements progressifs de vitesse et de direction du courant.

## Vent apparent et aviation
Un avion pour tenir en l'air doit atteindre une vitesse minimum qui est déterminée par ses caractéristiques aérodynamiques. 
Pour atteindre au décollage cette vitesse, les pilotes et les contrôleurs aériens des aéroports font décoller, dans la mesure du possible, les avions face au vent. Le vent apparent ressenti par l'appareil, et donc sa vitesse dans les airs, sera alors la somme du vent obtenu par la vitesse de l'avion par rapport au sol et du vent réel. L'atterrissage face au vent permet d'augmenter la portance quand la vitesse par rapport au sol diminue.
Un porte-avions, pour faire décoller ses avions, se met sous le vent pour que l'avion soit face au vent et fait route à vitesse maximum (les porte-avions sont conçus pour atteindre des vitesses allant jusqu'à 35 nœuds à cet effet). Le vent apparent ressenti par l'avion au décollage est alors la somme du vent créé par sa propre vitesse sur le pont du navire, de la vitesse du navire et de la vitesse du vent réel.
Ce vent apparent est qualifié de vent relatif en navigation aérienne.
- Un avion pour décoller doit atteindre 200 km/h ;
- Le porte-avions à vitesse maximale atteint 50 km/h ;
- Avec un vent de face soufflant à 20 km/h, l'avion décolle dès qu'il a atteint 130 km/h.